# FC Lantana Tallinn
FC Lantana Tallinn was een Estse voetbalclub uit de hoofdstad Tallinn. De club ontstond in 1994 nadat Nikol Tallinn zijn clubnaam veranderde in Nikol-Marlekor. Een jaar later werd het Lantana-Marlekor en daarna gewoon Lantana.
De club werd twee keer landskampioen en werd ontbonden na het seizoen 1999.

## Erelijst
- Landskampioen

1996, 1997
- Estische supercup

1997/98

## Lantana in Europa
#Q = #voorronde, #R = #ronde, PO=Play Offs, T/U = Thuis/Uit, W = Wedstrijd, PUC = punten UEFA coëfficiënten .
Uitslagen vanuit gezichtspunt FC Lantana.
Het eerste seizoen werd gespeeld onder de naam Nikol Tallinn.
| Seizoen | Competitie       | Ronde | Land                 | Club                   | Totaalscore | 1e W    | 2e W    | PUC |
| ------- | ---------------- | ----- | -------------------- | ---------------------- | ----------- | ------- | ------- | --- |
| 1993/94 | Europacup II     | Q     | Vlag van Noorwegen   | Lillestrøm SK          | 1-8         | 0-4 (T) | 1-4 (U) | 0.0 |
| 1995/96 | Europacup II     | Q     | Vlag van Letland     | DAG-Liepāja            | 0-3         | 0-3 (U) | 0-0 (T) | 1.0 |
| 1996/97 | UEFA Cup         | 1Q    | Vlag van IJsland     | ÍBV Vestmannaeyjar     | 2-1         | 2-1 (T) | 0-0 (U) | 5.0 |
|         |                  | 2Q    | Vlag van Zwitserland | FC Aarau               | 2-4         | 0-4 (U) | 2-0 (T) | 5.0 |
| 1997/98 | Champions League | 1Q    | Vlag van Finland     | FC Jazz                | 0-3         | 0-2 (T) | 0-1 (U) | 0.0 |
| 1998/99 | Europacup II     | Q     | Vlag van Schotland   | Heart of Midlothian FC | 0-6         | 0-1 (T) | 0-5 (U) | 0.0 |
| 1999/00 | UEFA Cup         | 1Q    | Vlag van Georgië     | Torpedo Koetaisi       | 2-9         | 0-5 (T) | 2-4 (U) | 0.0 |

Totaal aantal punten voor UEFA coëfficiënten: 6.0

## Bekende (oud-)spelers
- Urmas Hepner